# Montefoscoli
Montefoscoli is een plaats (frazione) in de Italiaanse gemeente Palaia.